# مقطوعة سبنسرية
المقطوعة السبنسرية (بالإنجليزية: Spenserian stanza) هي شكل شعري وثابت اخترعه إدموند سبنسر لقصيدته الملحمية ملكة الجن (1590–96). يحتوي كل مقطوعة على تسعة أسطر في المجمل: ثمانية أسطر في الخماسي التفاعيل متبوعة ببيت إسكندري واحد في السداسي التفاعيل . مخطط القافية لهذه السطور هو ABABBCBCC.  